# Ole Hansen
Ole Hansen – duński żużlowiec.

## Życiorys
Złoty medalista młodzieżowych indywidualnych mistrzostw Danii (1985). Wielokrotny finalista indywidualnych mistrzostw Danii (najlepszy wynik: 1995 – VIII miejsce). 
Brązowy medalista indywidualnych mistrzostw Europy juniorów (Abensberg 1985). Wielokrotny reprezentant Danii w eliminacjach indywidualnych mistrzostw świata (najlepsze wyniki: VIII miejsca w finałach duńskich w latach 1989 i 1996).